# Andy C
Andy C, cujo nome verdadeiro é Andrew John Clarke, é um DJ e produtor musical britânico de drum and bass e co-fundador da gravadora Ram Records.

## Carreira
Andy C começou sua carreira como DJ no começo dos anos 90 em raves na cidade de Essex com apenas 14 anos. Se especializou em mixagens rápidas, sempre empregando três toca-discos e é conhecido por mixar novidades com clássicos do gênero.
Também é produtor, muitas vezes acompanhado de Ant Miles no projeto Origin Unknown, e às vezes com Ant Miles e Shimon no projeto Ram Trilogy. O trio produziu clássicos como "Titan", "No Reality" e "Valley of the Shadows", assim como um grande número de remixes. O sucesso "Body Rock", produzido por Andy C e Shimon em 2002 entrou na parada inglesa de singles atingindo o número 28 em 6 de Janeiro de 2002.
A gravadora de Andy C, a RAM Records, baseada em Hornchurch, Essex, foi fundada em 1992 com Ant Miles. A Ram Records tem em seu cast diversos DJs e produtores: Shimon, Red One, Moving Fusion e Sub Focus.

## Discografia

### CDs mixados
- The Speed Of Sound (1996)
- Origin Unknown Present Sound In Motion (1998)
- Andy C Presents; Ram Raiders: THE MIX (2001)
- DNBA Presents: ANDY C (2001)
- World Dance: Xpress Yourself; ANDY C (2002)
- Nightlife (7 de Julho de 2003)
- Andy C Drum & Bass Arena (2003)
- Nightlife 2 (13 de Setembro de 2004)
- Fabric Live 18 com DJ Hype (Outubro de 2004)
- Nightlife 3 (27 de Março de 2006)
- Drum & Bass Arena  - 10th Anniversary: Mixed By Andy C and Grooverider (2 de Abril de 2007)
- Drum 'n' Bass Babylon (Novembro de 2007)
- Nightlife 4 (5 de Maio de 2008)
- Nightlife 5 (2010)

## Prêmios e indicações
| Prêmio                     | Categoria | Resultado |
| -------------------------- | --------- | --------- |
| Drum&BassArena Awards 2013 | Melhor DJ | Vencedor  |
| Drum&BassArena Awards 2014 | Melhor DJ | Vencedor  |